# Linnaemya angustiforceps
Linnaemya angustiforceps là một loài ruồi trong họ Tachinidae.